# Ból i blask
Ból I blask (hiszp. Dolor y gloria) – hiszpański film fabularny z 2019 roku w reżyserii i według scenariusza Pedra Almodóvara. W rolach głównych występują Antonio Banderas, Asier Etxeandia, Penélope Cruz, Julieta Serrano oraz Leonardo Sbaraglia. Zdjęcia kręcono w Madrycie, Aranjuez oraz w Paternie w regionie Walencji.
Film miał swoją światową premierę na 72. MFF w Cannes, gdzie został zaprezentowany w konkursie głównym. Antonio Banderas otrzymał za swoją rolę nagrodę dla najlepszego aktora, a Alberto Iglesias – nagrodę za najlepszą ścieżkę dźwiękową.
W 2019 film stał się oficjalnym hiszpańskim kandydatem do rywalizacji o 92. rozdanie Oscara w kategorii najlepszego międzynarodowego filmu fabularnego.

## Obsada
- Antonio Banderas jako Salvador Mallo
- Penélope Cruz jako Jacinta Mallo
- Raúl Arévalo jako ojciec Salvadora
- Leonardo Sbaraglia jako Federico Delgado
- Asier Etxeandia jako Alberto Crespo
- Nora Navas jako Mercedes
- Julieta Serrano jako Jacinta w podeszłym wieku
- César Vicente jako Eduardo
- Asier Flores jako Salvador Mallo jako dziecko
- Cecilia Roth jako Zulema
- Susi Sánchez jako Beata
- Pedro Casablanc jako dr A. Galindo